# カールスルーエ - ミュールアッカー線
カールスルーエ - ミュールアッカー線（カールスルーエ - ミュールアッカーせん、ドイツ語: Bahnstrecke Karlsruhe–Mühlacker）はバーデン＝ヴュルテンベルク州の西部地域にある鉄道路線で、カールスルーエ市とミュールアッカー市を結ぶ。この路線はバーデン王立鉄道とヴュルテンベルク国鉄の路線網が互いに連結された二番目の路線で、南ドイツで重要な東西軸の一つと見なされている。この路線の起点はそもそもドゥアラッハ駅であったが、線路はカールスルーエ中央駅までバーデン本線と共有されることとなった。2010年末以来この路線とシュトゥットガルト - ミュールアッカー区間は「王宮鉄道（Residenzbahn）」と呼ばれている。

## 歴史

### バーデン鉄道時代
1840年代にバーデンとヴュルテンベルクの鉄道連結に関する交渉が開いた時に、バーデンはカールスルーエから始まり、プフォルツハイム経由でシュトゥットガルトに至る経路を支持したものの、交渉は失敗に終わった。バーデンの重要な課業はカールスルーエと工業都市であるプフォルツハイムを鉄道で連結してフランスとオーストリア＝ハンガリー帝国との直接連結を図ることであった。
ヴュルテンベルク西部鉄道に関する条約が1850年に締結された時に、プフォルツハイム経由、カールスルーエ方向の分岐線建設権が折衷案としてバーデンに与えられた。バーデン革命以後の政治的、経済的な状況が緩和されマンハイム - バーゼル区間の鉄道建設が一段落となった後に、バーデンは延期されたカールスルーエ - シュトゥットガルト路線の建設プロジェクトに専念できた。ケールのライン川鉄道橋の建設でバーデンとフランスが鉄道で結ばれて、これがこの路線の建設に刺激を与えた。1856年ヴュルテンブルク政府はミュールアッカー - プフォルツハイム区間の建設を引き受けるかどうかを尋ねた。この区間の通じてヴュルテンベルクはエンツ川辺とナーゴルト川辺の鉄道建設に必要な条件を望んだ。しかし後のエンツ谷線及びナーゴルト谷線は地形の事情でバーデン領プフォルツハイムで合流されねばならなかった。バーデンは1850年の協定の通り、ミュールアッカー - プフォルツハイム区間の自分の建設を貫いた。
1857年12月17日にドゥアラッハ - ミュールアッカー鉄道建設に関する条約が最初に締結された。バーデンの鉄道建設とヴュルテンベルクの接続路線建設の条件はヴュルテンベルクには不利ではなかった。しかしこの路線に関するヴュルテンベルク王国の統制問題が有って、その故最初の条約はバーデン議会が却下した。それでもバーデンには敷設権利が与えられて、1859年8月10日にデゥアラッハ - ヴィルフェルディンゲン間が開通され、1861年7月7日にプフォルツハイムまで延長できた。1860年11月6日に条約が新たに締結されて、バーデン鉄道はヴュルテンベルク西部鉄道の場合と対照的にこの路線の全区間を運営することとなった。この条約によりプフォルツハイム - ミュールアッカー区間が建設されて、1863年7月1日に開業された。ミュールアッカー駅はヴュルテンベルク鉄道の通過式駅とバーデン鉄道の頭端式駅に分離されていた。
この路線の複線工事は1867年から1869年まで実行され、相対的に早い改修であった。カールスルーエ - ドゥアラッハ区間のボトルネック問題を処理するために、その区間には複線線路が追加された。エンツ谷線及びナーゴルト谷線の開通でプフォルツハイム駅は1874年以来中核駅となっている。1883年オリエント急行が導入され、パリ - イスタンブール区間の列車はこの路線を経由した。1890年以来カールスルーエ - シュトゥットガルト区間の列車はミュールアッカー駅で機関車の方向転換無しに走行するのが可能である。

### ドイツ国営鉄道
1920年ドイツ国営鉄道の設立された時にミュールアッカー駅は国境駅の機能を喪失した。1939年まで遠距離輸送のD列車編が拡充されて、パリ、ウィーン、プラハ、ワルシャワなどへ走行した。他にはオリエント特急列車及び中距離急行列車（Eilzug）もこの路線を通行した。1941年にミュールアッカーで三角線が開通されて、列車が進行方向を変更せずにブレッテン方面やプフォルツハイム方面に走行できることとなった。

### ドイツ連邦鉄道時代
第二次世界大戦が終わった後に、豪華列車の時代は終わりD列車が「オリエント急行」という名称で豪華列車を置き換えた。1954年以来「モーツァルト号」列車がストラスブール - ツァルツブルク区間を走行し、特急列車（FernExpress）及びユーロシティーとして2002年までこの路線で存続した。1958年6月1日電気運転がこの路線に実現され、既に電化されたライン谷線及び西部線間の空白がふさがった。
1980年代にD列車はインターシティに置き換えて、1991年にインターレギオ列車編で母強された。マンハイム - シュトゥットガルト高速線の開業で遠距離列車が加速され、運行時間がかなりに短縮された。同時に高速線はこの路線の競争関係となって、シュトゥットガルト方向の最も速い経路がブルクサール経由となっている。
一方、カールスルーエ市電システムが市外の鉄道網に拡張されて、1992年「カールスルーエモデル」の計画により地域電車の計画路線はプフォルツハイムに至った。しかし意図された運行間隔が既存線路だけでは不足であったので、グロェッツィンゲン - ゾェリンゲン区間の緩行線建設が計画された。緩行線建設の前に、1991年既に二元システムの路面電車がカールスルーエ - プフォルツハイム区間に緊密な運行間隔で投入された。
地域電車の緩行線が「プフィンツ谷線」として完工されて、1997年5月31日地域電車の運行が完全な形で実現された。2003年インターレギオ列車はカールスルーエ - ニュルンベルク区間のインターシティ列車に置き換わられた。2006年7月クラインシュタインバッハの踏切で発生したバスと快速列車の衝突事故のため事故現場の許容速度が30 km/hに減少した。その踏切を撤去してその場で高架道路及び地下歩道を設置する方案が検討されている。
2015年1月にプフォルツハイムでトンネル工事が開始されて、2018年9月10日プフォルツハイムの新しいトンネルが開通された。2019年に旧トンネルの埋め戻しは開始された。同年6月9日以来S5系統はプフォルツハイムまで運行され、残りの区間にアベリオ鉄道の普通列車編が提供されている。

## 沿線概況

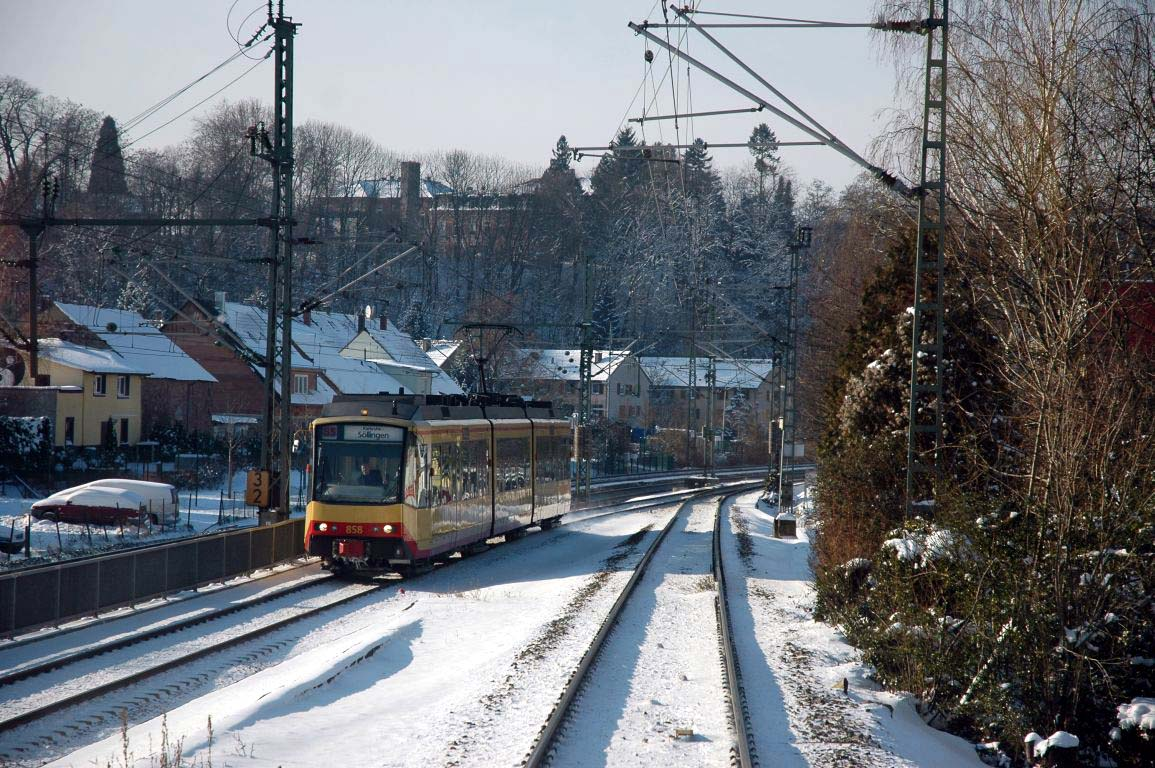
オーバーアウス街停車場から進入するS5列車

この路線の主な線路はドイツ鉄道により運営されて、両端駅を除いて普通駅はドゥアラッハ駅、グロェッツインゲン駅、ヴィリフェルディンゲン・ジンゲン駅、プフォルツハイム駅である。地域電車の導入の時期に信号装置が幾つかの停車場に合わせて調整された。グロェッツインゲン - ゾェリンゲン区間で単線の緩行線がアルプタール交通会社（Albtal-Verkehrs-Gesellschaft, AVG）により運営されている。

## 運行形態

### 旅客輸送
長距離輸送としてインターシティ2列車が下のように運行されている。
- IC 61: カールスルーエ - プフォルツハイム - ミュールアッカー - ファイヒンゲン（エンツ）- シュトゥットガルト - アーレン - ニュルンベルク。120分間隔。

地域輸送の場合、カールスルーエ・ドゥアラッハ - ヴィルフェルディンゲン＝ジンゲン区間の運賃システムはカールスルーエ運輸連合（Karlsruher Verkehrsverbund, KVV）により管理されている。ヴィルフェルディンゲン＝ジンゲン - ミュールアッカー区間はプフォルツハイム＝エンツクライス運輸連合（Verkehrsverbund Pforzheim-Enzkreis, VPE）に属する。
- 快速列車（IRE1）: カールスルーエ - ドゥアラッハ - プフォルツハイム - ミュールアッカー - ファイヒンゲン（エンツ）- シュトゥットガルト（- アーレン）。60分間隔。ゴーアヘッド鉄道運営。使用車両はFLIRT三世代電車。
- 普通列車（RB 17a）: プフォルツハイム - オイティンゲン - ニーフェルン - エンツベルク - ミュールアッカー - ファイヒンゲン（エンツ）- ビーティクハイム＝ビシンゲン - シュトゥットガルト。60分間隔。南西ドイツ交通（Südwestdeutsche Landesverkehrs-GmbH, SWEG）運営。使用車両はタレント2。
- Sバーン（S 5）: ヴォェルト・ドルシュベルト - ヴォェルト - カールスルーエ・クニーリンゲン - カールスルーエ・エンテンファング - ドゥアラッハ - ゾェリンゲン - ヴィルフェルディンゲン・ジンゲン - エルジンゲン - イスプリンゲン - プフォルツハイム。30分間隔。アルプタール交通（Albtal-Verkehrs-Gesellschaft mbH, AVG）運営。使用車両はGT8-100D/2S-MあるいはET 2010。

### 貨物輸送
貨物輸送の部門では、カールスルーエ製油所からインゴルシュタット方向に向かう貨物列車が注目に値する例である。プフォルツハイム中央駅だけが貨物駅の機能を持っている。ただし、ヴィルファーディンゲン・シンゲン駅に貨物列車が停車することもある。